# غابور فينزي
غابور فينزي (بالمجرية: Vincze Gábor)‏ هو لاعب كرة قدم ومدرب كرة قدم مجري في مركز الوسط، ولد في 7 سبتمبر 1976 في Ózd ‏ في المجر. شارك مع منتخب المجر لكرة القدم. أما مع النوادي، فقد لعب مع غيور تورنا أوزتالي ونادي بودابست هونفيد ونادي دبرتسني ونادي فيرينتسفاروشي ونادي ليفينغستون.

## وصلات خارجية
- غابور فينزي على موقع قاعدة بيانات كرة القدم.إي يو (الإنجليزية)
- غابور فينزي على موقع ناشيونال فوتبول تيمز (الإنجليزية)
- غابور فينزي على موقع Soccerbase.com (لاعب) (الإنجليزية)